# Cryptothelea pizote
Cryptothelea pizote är en fjärilsart som beskrevs av William Schaus 1927. Cryptothelea pizote ingår i släktet Cryptothelea och familjen säckspinnare. Inga underarter finns listade i Catalogue of Life.